# Paloma López Bermejo
Paloma López Bermejo (ur. 20 lutego 1962 w Madrycie) – hiszpańska działaczka związkowa i polityk, deputowana do Parlamentu Europejskiego VIII kadencji.

## Życiorys
Z wykształcenia nauczycielka nauczania początkowego. Początkowo pracowała w przedsiębiorstwach informatycznych, następnie od 1984 do 1998 jako pedagog w organizacji osób niepełnosprawnych. W 1996 została etatową działaczką związkową w ramach centrali związkowej Komisje Robotnicze (CC.OO.). Obejmowała różne stanowiska w regionalnych i krajowych strukturach konfederacji, w 2008 została powołana na sekretarza CC.OO. do spraw zatrudnienia i migracji.
W 2014 z ramienia Zjednoczonej Lewicy została wybrana na eurodeputowaną VIII kadencji.